# 이스라엘 올림픽 위원회
이스라엘 올림픽 위원회(히브리어: הוועד האולימפי בישראל)는 이스라엘의 국가 올림픽 위원회이다. IOC 코드는 ISR이다. 본부는 텔아비브에 있으며 유럽 올림픽 위원회에 소속되어 있다. 올림픽, 유러피언 게임을 비롯한 국제 스포츠 대회에 참가하는 이스라엘의 선수들을 대표한다.
영국 위임통치령 팔레스타인 시대였던 1933년에 설립되었지만 유대인 스포츠 조직인 마카비와 하포엘 간의 대립으로 인해 이름뿐인 위원회로 남았다. 1951년에는 이스라엘의 양대 스포츠 조직이었던 마카비와 하포엘 사이에 체결된 협정에 따라 통합된 이스라엘 올림픽 위원회가 설립되었다. 이스라엘 올림픽 위원회는 1952년에 국제 올림픽 위원회의 승인을 받았다.
이스라엘은 1954년부터 1974년까지 아시안 게임에 참가했지만 1981년에 아랍권 국가들과의 정치적 분쟁으로 인해 아시아 올림픽 평의회에서 축출되었다. 이스라엘은 1990년대 초반에 유럽의 여러 스포츠 기구에 가입했고 1994년에 유럽 올림픽 위원회에 가입하여 오늘에 이른다.

## 같이 보기
- 올림픽 이스라엘 선수단
- 뮌헨 올림픽 참사